# 킬라파트 운동
킬라파트 운동(Khilafat Movement, 1919~24)은 영국령 인도의 무슬림들이 전개한 범이슬람주의 저항운동으로, 칼리프 운동 또는 인도 무슬림 운동으로도 알려져 있다. 킬라파트 운동은 주로 제1차 세계 대전 이후 세브르 조약으로 의해 오스만 제국이 축소되자 그에 따른 반발로서 벌어졌다.
이 운동은 1922년 말 터키 민족주의가 대두되자 쇠퇴하였다. 1924년에 이르러 터키는 칼리프제를 폐지하였다.

## 같이 보기
- 파키스탄 운동
- 전인도 무슬림 연맹